# Samsung Q1
Q1（キューワン）は、2006年5月7日に全米で、韓国のサムスン電子から発売されたUltra-Mobile PC（UMPC）。マイクロソフト、インテル、サムスン電子が共同開発した。